# Ante Delija
Ante Delija (ur. 7 sierpnia 1990 w Dubrowniku) – chorwacki zawodnik mieszanych sztuk walki (MMA) wagi ciężkiej. Walczył m.in. dla takich organizacji jak: M-1 Global, Rizin Fighting Federation, KSW czy PFL. Aktualnie związany z UFC.

## Kariera MMA

### KSW
9 listopada 2019 stoczył jednorazową walkę dla czołowej, polskiej organizacji Konfrontacji Sztuk Walki, zwyciężając z Anglikiem, Olim Thompsonem w drugiej rundzie przez techniczny nokaut.

### UFC
17 października 2020 miał zadebiutować w najlepszej federacji na świecie – Ultimate Fighting Championship, przeciwko Cirylowi Gane'owi, jednak z powodu problemów kontraktowych z organizacją Professional Fighters League, z którą miał obowiązującą umowę nie zadebiutował tam.

### Powrót do PFL
Po nieudanej próbie przejścia do UFC walczył dalej w PFL. 6 maja 2021 podczas gali PFL 2021 #3: Regular Season w Atlantic City, przegrał przez nokaut w pierwszej rundzie z rąk zawodnika z Brazylii, Bruno Henrique Cappelozza. 
W ostatniej walce dla amerykańskiej organizacji przegrał z Rosjaninem, Walentinem Mołdawskim przez techniczny nokaut w pierwszej rundzie. 

### FNC i UFC
7 marca 2025 ogłoszono, że Delija opuścił PFL i podpisał kontrakt z chorwacką organizacją Fight Nation Championship. W debiucie dla nowego pracodawcy 12 kwietnia 2025 podczas gali FNC 22 w słowackiej Lublanie, zawalczył z Yorganem De Castro. Delija wygrał przez techniczny nokaut w pierwszej rundzie.
20 czerwca 2025 podpisał ponownie kontrakt z Ultimate Fighting Championship.

## Osiągnięcia

### Mieszane sztuki walki
- Professional Fighters League
  - 2021: Finalista turnieju PFL w wadze ciężkiej
  - 2022: Zwycięzca turnieju PFL w wadze ciężkiej

## Lista zawodowych walk w MMA
| Wynik     | Bilans | Przeciwnik (bilans przed walką)  | Rozstrzygnięcie                     | Runda | Czas | Rozgrywki                         | Data       | Miejsce         | Uwagi                                                  |
| --------- | ------ | -------------------------------- | ----------------------------------- | ----- | ---- | --------------------------------- | ---------- | --------------- | ------------------------------------------------------ |
| Wygrana   | 25-6   | Yorgan De Castro (12-6)          | TKO (ciosy pięściami)               | 1     | 0:42 | FNC 22: Fabjan vs. Kita           | 12.04.2025 | Lublana         | Debiut w FNC.                                          |
| Przegrana | 24-6   | Walentin Mołdawski (12-3)        | TKO (kolana i ciosy pięściami)      | 1     | 2:17 | PFL 1: 2024 Regular Season        | 04.04.2024 | San Antonio     | Playoffy sezonu regularnego PFL 2024. Main Event       |
| Wygrana   | 24-5   | Maurice Greene (11-7)            | Decyzja (jednogłośna)               | 3     | 5:00 | PFL 5: Regular Season             | 16.06.2023 | Las Vegas       | Playoffy sezonu regularnego PFL 2023. Main Event       |
| Wygrana   | 23-5   | Matheus Scheffel (17-8)          | TKO (ciosy pięściami)               | 1     | 2:50 | PFL 10: 2022 Championship         | 25.11.2022 | Nowy Jork       | Wygrał turniej PFL 2022 w wadze ciężkiej.              |
| Wygrana   | 22-5   | Renan Ferreira (9-2)             | TKO (ciosy pięściami)               | 1     | 4:31 | PFL 8: 2022 Playoffs              | 13.08.2022 | Cardiff         | Półfinały turnieju PFL 2022 w wadze ciężkiej.          |
| Wygrana   | 21-5   | Shelton Graves (9-5)             | Decyzja (jednogłośna)               | 3     | 5:00 | PFL 2022 #5: Regular Season       | 24.06.2022 | Atlanta         | Playoffy sezonu regularnego PFL 2022 w wadze ciężkiej. |
| Wygrana   | 20-5   | Matheus Scheffel (15-7)          | KO (prawy cross)                    | 2     | 0:59 | PFL 2022 #2: Regular Season       | 28.04.2022 | Arlington       | Playoffy sezonu regularnego PFL 2022 w wadze ciężkiej. |
| Przegrana | 19-5   | Bruno Henrique Cappelozza (13-5) | Decyzja (jednogłośna)               | 5     | 5:00 | PFL 2021 #10: Championships       | 27.10.2021 | Fort Lauderdale | Finał PFL 2021 turnieju w wadze ciężkiej.              |
| Wygrana   | 19-4   | Denis Golcow (27-6)              | Decyzja (jednogłośna)               | 3     | 5:00 | PFL 2021 #8: Playoffs             | 19.08.2021 | Hollywood       | Playoffy sezonu regularnego PFL 2021 w wadze ciężkiej. |
| Wygrana   | 18-4   | Chandler Cole (8-2)              | TKO (ciosy pięściami w parterze)    | 1     | 4:39 | PFL 2021 #6: Regular Season       | 25.06.2021 | Atlantic City   | Playoffy sezonu regularnego PFL 2021 w wadze ciężkiej. |
| Przegrana | 17-4   | Bruno Henrique Cappelozza (10-5) | KO (ciosy pięściami)                | 1     | 0:46 | PFL 2021 #3: Regular Season       | 06.05.2021 | Atlantic City   | Playoffy sezonu regularnego PFL 2021 w wadze ciężkiej. |
| Wygrana   | 17-3   | Oli Thompson (20-11)             | TKO (ciosy pięściami w parterze)    | 2     | 1:58 | KSW 51: Croatia                   | 09.11.2019 | Zagrzeb         |                                                        |
| Wygrana   | 16-3   | Carl Seumanutafa (12-9)          | Decyzja (jednogłośna)               | 3     | 5:00 | PFL 2019 #3: Regular Season       | 06.06.2019 | Nowy Jork       |                                                        |
| Wygrana   | 15-3   | Ricardo Prasel (9-0)             | Decyzja (jednogłośna)               | 3     | 5:00 | Rizin FF – Rizin 10               | 06.05.2018 | Fukuoka         |                                                        |
| Przegrana | 14-3   | Marcin Tybura (12-1)             | TKO (kontuzja nogi – złamanie)      | 1     | 2:21 | M-1 Challenge 61: Battle of Narts | 20.09.2015 | Nazrań          | Walka o pas mistrzowski M-1 Global w wadze ciężkiej.   |
| Wygrana   | 14-2   | Tibor Soos (0-1)                 | TKO (ciosy pięściami)               | 1     | 1:30 | OR 13 – Obracun Ringu 13          | 30.05.2015 | Split           |                                                        |
| Wygrana   | 13-2   | Konstantīns Gluhovs (28-15)      | Decyzja (jednogłośna)               | 3     | 5:00 | M-1 Global – M-1 Challenge 56     | 20.09.2015 | Nazrań          |                                                        |
| Wygrana   | 12-2   | Archontis Taxiarchis (0-0)       | Poddanie (duszenie północ-południe) | 1     | 2:59 | FFC – Futures 3                   | 27.09.2014 | Zagrzeb         |                                                        |
| Wygrana   | 11-2   | Valentijn Overeem (33-34)        | TKO (ciosy pięściami)               | 1     | 1:24 | NG – Noc Gladiatora 9             | 03.07.2014 | Dubrownik       |                                                        |
| Wygrana   | 10-2   | Ruben Wolf (6-5)                 | Poddanie (duszenie gilotynowe)      | 2     | 1:28 | FFC – Futures 2                   | 03.04.2014 | Opatija         |                                                        |
| Przegrana | 9-2    | Denis Smoldariew (6-0)           | Poddanie (kimura)                   | 2     | 2:27 | M-1 Global – M-1 Challenge 45     | 28.02.2014 | Petersburg      |                                                        |
| Wygrana   | 9-1    | Sergey Sokha (7-13)              | Poddanie (duszenie zza pleców)      | 1     | 1:23 | NG – Noc Gladiatora 8             | 31.12.2013 | Dubrownik       |                                                        |
| Przegrana | 8-1    | Dion Staring (29-11)             | TKO (ciosy pięściami)               | 2     | 2:42 | FFC – Final Fight Championship 8  | 25.10.2013 | Zagrzeb         |                                                        |
| Wygrana   | 8-0    | Gzim Selmani (1-0)               | TKO (ciosy pięściami)               | 1     | 3:09 | FFC – Final Fight Championship 5  | 24.04.2013 | Osijek          |                                                        |
| Wygrana   | 7-0    | Michail Laprakis (0-0)           | Poddanie (duszenie zza pleców)      | 1     | 1:27 | FFC – Final Fight Championship 3  | 19.04.2013 | Split           |                                                        |
| Wygrana   | 6-0    | Ricco Rodriguez (49-18)          | Decyzja (jednogłośna)               | 2     | 5:00 | NG – Noc Gladiatora 7             | 21.12.2012 | Dubrownik       |                                                        |
| Wygrana   | 5-0    | Kristof Nataška (4-1)            | Poddanie (duszenie zza pleców)      | 2     | 1:09 | FFV 1 – Fight for Victory         | 03.08.2012 | Bibinje         |                                                        |
| Wygrana   | 4-0    | Zeli Zalani (0-0)                | Poddanie (duszenie zza pleców)      | 1     | ?    | OFF – Opatija Fight Night 4       | 24.02.2012 | Opatija         |                                                        |
| Wygrana   | 3-0    | Dražen Forgač (7-7)              | KO (ciosy pięściami)                | 1     | 1:02 | NG 6 – Noc Gladiatora 6           | 16.12.2011 | Dubrownik       |                                                        |
| Wygrana   | 2-0    | Erni Strmonja (0-3)              | TKO (przerwanie przez narożnik)     | 1     | 0:38 | NG – Noc Gladijatora              | 23.04.2011 | Novi Travnik    |                                                        |
| Wygrana   | 1-0    | Saša Lazić (12-14-1)             | Poddanie (ciosy pięściami)          | 1     | 1:24 | HF 1 – The Beginning              | 22.01.2011 | Split           |                                                        |